# Liste von Persönlichkeiten der Stadt Tschernihiw
Die folgende Liste enthält Personen, die in Tschernihiw geboren wurden sowie solche, die zeitweise dort gelebt und gewirkt haben, jeweils chronologisch aufgelistet nach dem Geburtsjahr. Die Liste erhebt keinen Anspruch auf Vollständigkeit.

## In Tschernihiw geborene Persönlichkeiten

### Bis 1900
- Stepan Iwanowitsch Dawydow (1777–1825), russischer Komponist
- Ossip Maximowitsch Bodjanski (1808–1877), russisch-ukrainischer Slawist, Schriftsteller und Historiker
- Alexander Dmitrijewitsch Oserski (1813–1880), russischer Bergbauingenieur und Hochschullehrer
- Leonid Hlibow (1827–1893), Schriftsteller
- Nikolai von der Osten-Sacken (1831–1912), russischer Botschafter
- Sergei Platonow (1860–1933), russischer Geschichtsforscher
- Anschelika Issaakowna Balabanowa (1869–1965), jüdische sozialistische Politikerin und Publizistin
- Olga Della-Vos-Kardowskaja (1875–1952), russische bzw. sowjetische Malerin
- Adolf von Mess (1875–1916), deutscher Klassischer Philologe
- Fjodor Dus-Chotimirski (1879–1965), ukrainisch-sowjetischer Schachmeister
- Wladimir Alexandrowitsch Antonow-Owsejenko (1883–1938), sowjetischer Militärbefehlshaber und Diplomat
- Jakob Davidowitsch Tamarkin (1888–1945), ukrainisch-US-amerikanischer Mathematiker
- Michail Petrowitsch Kirponos (1892–1941), sowjetischer General ukrainischer Abstammung
- Ljudmila Naumowna Mokijewskaja-Subok (1896–1919), sowjetische Revolutionärin und Panzerzugkommandeur
- Iryna Kozjubynska (1899–1977), sowjetische Juristin und Schriftstellerin
- Ladja Mohyljanska (1899–1937),  ukrainische Dichterin und Vertreterin der Hingerichteten Wiedergeburt
- Nicolas Rashevsky (1899–1972), russisch-amerikanischer Biomathematiker

### 1901 bis 1950
- Marko Woronyj (1904–1937), ukrainischer Schriftsteller und Übersetzer
- Seema Weatherwax (1905–2006), russisch-amerikanische Fotografin
- Anatoli Naumowitsch Rybakow (1911–1998), russischer Schriftsteller
- Zelda Schneurson Mishkovsky (1914–1984), israelische Dichterin und Schriftstellerin
- Lidija Lukiwna Semenjuk (1918–2001), sowjetisch-ukrainische Architektin
- Nicolas Barrera (1919–2006), russischer Maler
- Mark Schtscheglow (1925–1956), sowjetischer Literaturkritiker und Literaturwissenschaftler
- Anatoli Michailowitsch Sagalewitsch (* 1938), russischer U-Boot-Konstrukteur und Meeresforscher
- Inna Burdutschenko (1939–1960), sowjetische Schauspielerin
- Walentyna Karatschenzewa (* 1940), sowjetisch-ukrainische Astronomin
- Wolodymyr Sawon (1940–2005), Schachmeister und Trainer

### Ab 1951
- Michail Rybalko (1956–1979), Militärpilot und Fliegeroffizier
- Oleksandr Batjuk (* 1960), Skilangläufer
- Giennadij Jerszow (* 1967), polnischer und ukrainischer Bildhauer
- Julija Gorbunowa (* 1968), sowjetisch-russische Chemikerin und Hochschullehrerin
- Oleh Ljaschko (* 1972), Politiker
- Nina Lemesch (* 1973), Biathletin
- Tatiana Melamed (* 1974), ukrainisch-deutsche Schachspielerin
- Oleksandr Sarownyj (* 1975), Skilangläufer
- Oksana Chwostenko (* 1977), Biathletin
- Ljudmyla Pekur (* 1981), Fußballspielerin
- Roman Pryma (* 1981), Biathlet
- Walerij Sokolenko (* 1982), Fußballspieler
- Ruslan Boryssenko (* 1983), Eishockeyspieler
- Oleksandr Batjuk (* 1984), Biathlet
- Anna Romanowa (* 1985), Managerin und Politikerin
- Julija Swyrydenko (* 1985), Politikerin
- Pawlo Boryssenko (* 1987), Eishockeyspieler
- Artem Pryma (* 1987), Biathlet
- Serhij Semenow (* 1988), Biathlet
- Natalija Denyssenko (* 1989), Schauspielerin, Synchronsprecherin und Fernsehmoderatorin
- Dmytro Mytrofanow (* 1989), Boxer
- Olha Bibik (* 1990), Leichtathletin
- Jegor Baburin (* 1993), russischer Fußballspieler
- Maksym Jessyp (* 1998), Fußballspieler
- Chrystyna Dmytrenko (* 1999), Biathletin
- Illia Ovcharenko (* 2001), Pianist
- Kiril Fessjun (* 2002), Fußballtorhüter
- Andrij Ponomar (* 2002), Radrennfahrer